# Wohn- und Wirtschaftsgebäude Ostendorfer Straße 25

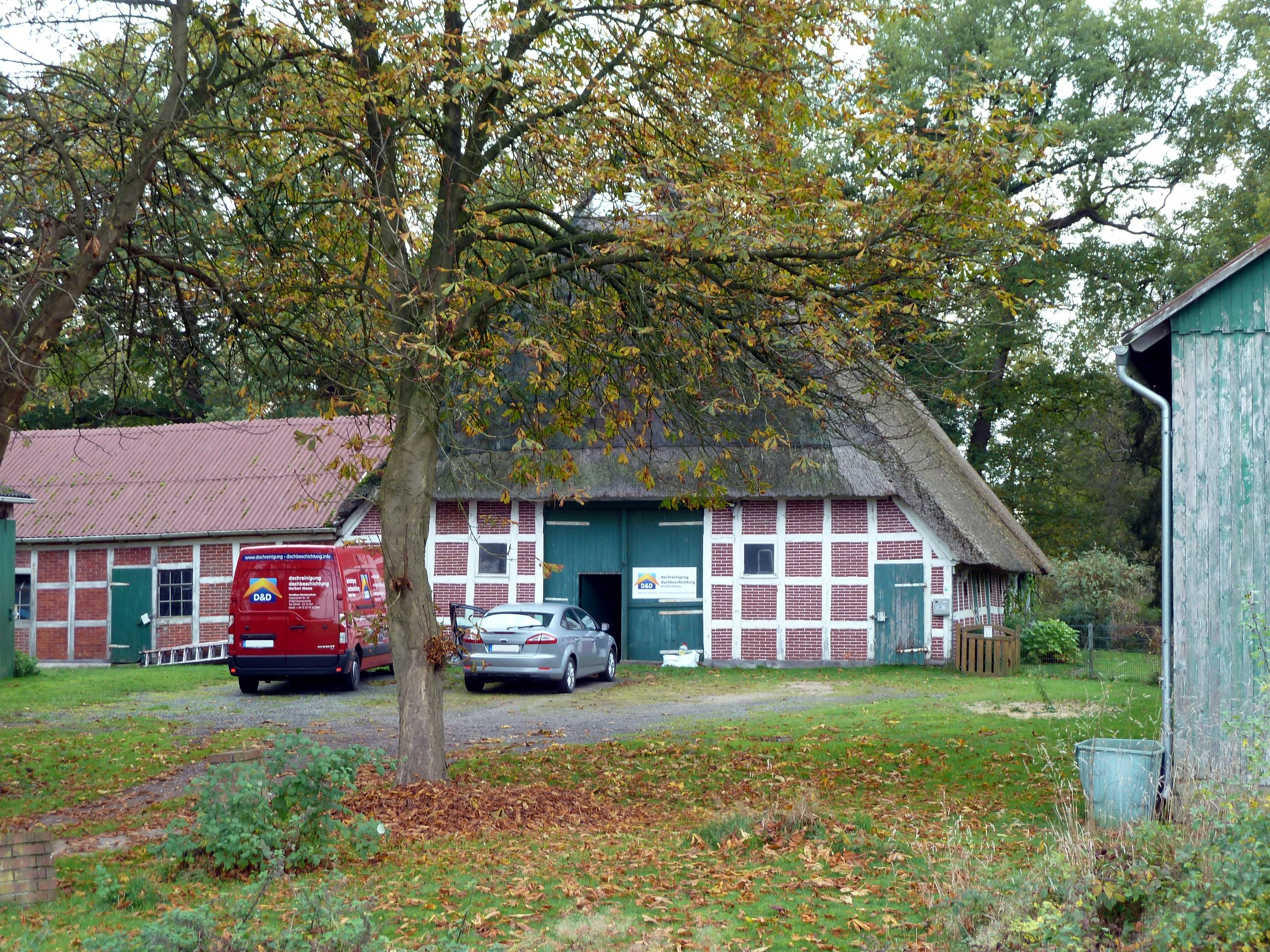
Ansicht von Nordosten (2022)

Das Wohn- und Wirtschaftsgebäude Ostendorfer Straße 25 in der niedersächsischen Stadt Bremervörde, Ortsteil Ostendorf, wurde im 19. Jahrhundert gebaut. Aktuell (2025) wird es zum Wohnen und gewerblich genutzt.
Das Gebäude steht unter Denkmalschutz (siehe auch Liste der Baudenkmale in Bremervörde).

## Geschichte und Beschreibung
Bremervörde war um 1000 Sitz der Wasserburg Vörde an der Oste und gehört zum Landkreis Rotenburg (Wümme). Ostendorf wurde 1764 im Zuge der Moorkolonisierung durch Jürgen Christian Findorff gegründet. Dabei wurde eine Reihe von Höfen westlich entlang der Ostendorfer Straße relativ einheitlich errichtet.
Das eingeschossige giebelständige zurückliegende Gebäude als Zweiständer-Hallenhaus in Fachwerk mit Steinausfachungen, Krüppelwalmdach und Grooter Door mit geradem Abschluss wurde im 19. Jahrhundert gebaut.
Eine ehemalige traufständige Fachwerkscheune und weitere nicht denkmalgeschützte Gebäude ergänzen das Ensemble.
Das Landesdenkmalamt befand u. a.: „… ein regionstypisches Hallenhaus des 19. Jahrhunderts in Zweiständerkonstruktion ….“